# Michael Kolganov
Michael Kolganov, né le 24 octobre 1974 à Tachkent, est un kayakiste israélien pratiquant la course en ligne.

## Palmarès

### Jeux olympiques de canoë-kayak course en ligne
- 2000 à Sydney,  Australie
  -  Médaille de bronze en K-1 500m [1]